# 拉斯馬格麗塔斯 (切波區)
拉斯馬格麗塔斯（西班牙語：Las Margaritas），是巴拿馬的城鎮，位於該國中東部，由巴拿馬省的切波區負責管轄，面積263.6平方公里，海拔高度18米，2010年人口5,392，人口密度每平方公里20.5人。